# Боднарук Микола Давидович
Микола Давидович Боднарук (8 травня 1942 , Букатинка, Вінницька область  — 29 квітня 2009 ) — радянський, російський журналіст. Депутат. Заступник головного редактора видань «Комсомольська правда», «Вісті», «Загальна газета», головний редактор «Літературної газети».

## Біографія
Народився 1942 року в селі Букатинка (Вінницька область) . Закінчив художню школу в Чернівцях. Закінчив факультет журналістики МДУ, після якого в1969 році, перейшов працювати в газету Комсомольська правда.
У «Комсомольській правді» обіймав посади кореспондента, члена редакційної колегії, редактора групи відділів, відповідального секретаря, власного кореспондента в Австралії .
З 1985 по 1996 рік працював заступником головного редактора газети «Известия», з 1996 по 1997 — першого заступника головного редактора «Загальної газети» .
В 1997 став головним редактором " Літературної газети " .
Працював радником голови Зовнішторгбанку .